# Blå mænd
Blå mænd er en dansk komediefilm fra 2008 af instruktørdebutanten Rasmus Heide og produceret af Fridthjof Film. Manuskriptet er skrevet af Rasmus Heide i samarbejde med Mick Øgendahl, der debuterer som manuskriptforfatter og medvirker som en af filmens hovedroller. Optagelserne til filmen begyndte den 3. september 2007 og blev afsluttet den 10. oktober 2007.
Filmen solgte 450.000 biografbilleter i Danmark.
I hovedrollen ses Thure Lindhardt, mens de øvrige store roller er besat af Mick Øgendahl, Sidse Babett Knudsen og Troels Lyby. Derudover medvirker også Mia Lyhne, Beate Bille, Søren Malling, Dick Kaysø, Claes Bang, Maibritt Saerens, Martin Brygmann, Rasmus Bjerg og Helle Fagralid.

## Handling
Jesper Jensen (Lindhardt) lever den perfekte tilværelse som fremadstormende sælger i en moderne IT-virksomhed, bor i moderne hus med en smuk kæreste. Han bruger ofte ufine metoder for at nå sine salgsmål og er ikke typen, der tager særlig meget hensyn til andre, og som gentagen indehaver af titlen 'månedens sælger' kender Jesper ikke til nederlag. Men en aften stiger uovervindeligheden for alvor ham til hovedet, og han kører galt i sin bil under påvirkning af alkohol. Han får frataget kørekortet, og bliver idømt samfundstjeneste, der skal afsones på den lokale genbrugsstation i Nordsjælland. Han mister tillige sit job og kæresten flytter ud.
Jesper kan ikke forlige sig med nedværdigende job, der efter hans mening burde betjenes af mennesker med et lavere intelligensniveau end ham selv, og alle hans fordomme bliver bekræftet, da han på genbrugsstationen møder sine nye kollegaer; den flyvske Dion (Mick Øgendahl), den virkelighedsfjerne Lotte (Babett Knudsen) og stedets krakilske leder, Theodor (Lyby).
Men Jesper må sluge mange af sine kameler igen, for ingen af hans nye bekendtskaber kan affærdiges som mindrebemidlede, og da han får et godt øje til en smuk pige (Fagralid), der jævnligt kommer forbi genbrugsstationen, bliver hans nye tilværelse pludselig udholdelig. Da pladsen trues af lukning fra den kommunale tilsynsførende, Varberg (Malling), må Jesper træde i karakter og for første gang kæmpe en anden sag end sin egen.

## Medvirkende
- Thure Lindhardt Jesper Jensen
- Sidse Babett Knudsen Lotte Markman
- Mick Øgendahl Dion Drejer
- Maibritt Saerens Kassandra
- Troels Lyby Theodor Jørgensen
- Helle Fagralid Sofie
- Søren Malling Varberg
- Beate Bille Dorte
- Martin Brygmann Kørelærer
- Dick Kaysø Dions far
- Claes Bang Lars
- Ditte Hansen Hanne- Lottes kæreste
- Mira Wanting Jane- Dions kone
- Per Rosenberg - Theodors søn
- Kim Kold - Rocker

## Blå mændsoundtrack
1. Aura – "I Will Love You Monday"
2. Jakob Weise Hellum – "I Turn And Fall To You"
3. Jakob Weise Hellum – "Heaven Is A Place"
4. Jakob Weise Hellum – "Freedom"
5. Cara Dove – "A Daydream Nightmare"
6. Simon Schmidt – "Livet Uden Hoved"
7. Brian Larsen – "Den Højeste Pris"
8. Ian Dawn – "Love (Blue Skies)"
9. Jokeren feat. Gigasus – "Lev Livet"
10. Vincent Van Go Go – "A+"
11. Freedom vs. Musikk – "Hang On 2007"